# Phryganopteryx rothschildi
Phryganopteryx rothschildi är en fjärilsart som beskrevs av De Toulgoët 1958. Phryganopteryx rothschildi ingår i släktet Phryganopteryx och familjen björnspinnare. Inga underarter finns listade i Catalogue of Life.